# Boże Ciało (film)
Boże Ciało – polski psychologiczny film religijny z 2019 w reżyserii Jana Komasy, zrealizowany według scenariusza Mateusza Pacewicza. Tematem filmu – wzorowanego na autentycznych wydarzeniach – są losy Daniela (Bartosz Bielenia), wychowanka zakładu poprawczego. Daniel, zwolniony warunkowo, wykorzystuje tymczasową wolność, aby wcielić się w księdza we wsi na południu Polski. Jego niekonwencjonalne metody prowadzenia mszy i modlitwy zwracają przeciwko niemu społeczność wsi, ale też prowokują ją do zmierzenia się z nieprzepracowaną traumą.
Boże Ciało, które Komasa sfilmował z pomocą operatora Piotra Sobocińskiego juniora, zostało pozytywnie przyjęte przez krytyków. Chwalono powszechnie pojednawczy ton filmu oraz kreację Bieleni. Ekipa filmowa została uhonorowana dziesięcioma statuetkami na Festiwalu Polskich Filmów Fabularnych oraz jedenastoma Orłami, a film znalazł się w ścisłej czołówce utworów nominowanych do Oscara dla najlepszego filmu nieanglojęzycznego. Dzieło Komasy i Pacewicza było też sukcesem frekwencyjnym (ponad 1,5 miliona widzów w Polsce).

## Opis fabuły
Bohaterem filmu jest 20-letni Daniel, przebywający w zakładzie poprawczym za pobicie ze skutkiem śmiertelnym młodego chłopaka, będącego bratem przestępcy o pseudonimie „Bonus”. Niebawem w poprawczaku pojawia się „Bonus” pragnący pomścić brata. Obawiając się agresywnych zachowań „Bonusa” względem Daniela, władze zakładu przyzwalają na warunkowe zwolnienie tego ostatniego. W międzyczasie Daniel w rozmowie z księdzem Tomaszem, który jest dla niego autorytetem, pyta o możliwość posługi kapłańskiej. Ksiądz Tomasz odpowiada, iż jest to niemożliwe, ponieważ zgodnie z przepisami prawa kanonicznego osoby skazane nie mogą być kapłanami.
Wykorzystując zwolnienie warunkowe, Daniel pragnie zrealizować swe marzenie za wszelką cenę. Z sutanną księdza Daniel udaje się do pewnej wsi na południu Polski, gdzie lokalny proboszcz bierze go za swego zastępcę. Odprawiając po raz pierwszy mszę, unieważnia wszelkie utarte schematy i formułki, wypracowując własny sposób prowadzenia mszy i modlitwy. Jednocześnie dostrzega, że mieszkańcy wsi mierzą się z nieprzepracowaną traumą: wypadek samochodowy niedaleko wsi spowodował śmierć kilkorga nastolatków, których rodzice uważają, że padli oni ofiarą szaleńca drogowego. Wdowa po kierowcy uznanym za winnego spotkała się z ostracyzmem społecznym, a prochy jej męża pochowano poza miastem, gdyż zgody na pochówek nie wyraził ani proboszcz, ani wójt.
Daniel postanawia dociec prawdy dotyczącej wypadku. Po rozmowie ze znajomymi ofiar dowiaduje się, że winna wypadku mogła być raczej młodzież, będąca pod wpływem alkoholu lub narkotyków. Niebawem Daniel popada w konflikt z poszczególnymi parafianami i ogniskuje przeciwko sobie całą zbiorowość. Sytuacja Daniela pogarsza się, gdy do wsi przybywa „Pinczer", kolega Daniela z poprawczaka, który próbuje szantażować fałszywego księdza i wymusić oddanie pieniędzy zebranych od parafian. Daniel jednak opiera się szantażowi i ogłasza, że prochy rzekomego zabójcy zostaną pochowane na lokalnym cmentarzu.
Kiedy o miejscu ukrywania się Daniela dowiaduje się ksiądz Tomasz, pilnie przybywa na wieś, po czym wymusza na Danielu ujawnienie swojej prawdziwej tożsamości. Już w zakładzie poprawczym „Bonus” zmusza Daniela do pojedynku w tzw. stadzie. Podczas bójki Daniel bije adwersarza do nieprzytomności; wtedy jednak do akcji wkracza policja, w obawie przed którą Daniel biegnie przed siebie.

## Obsada

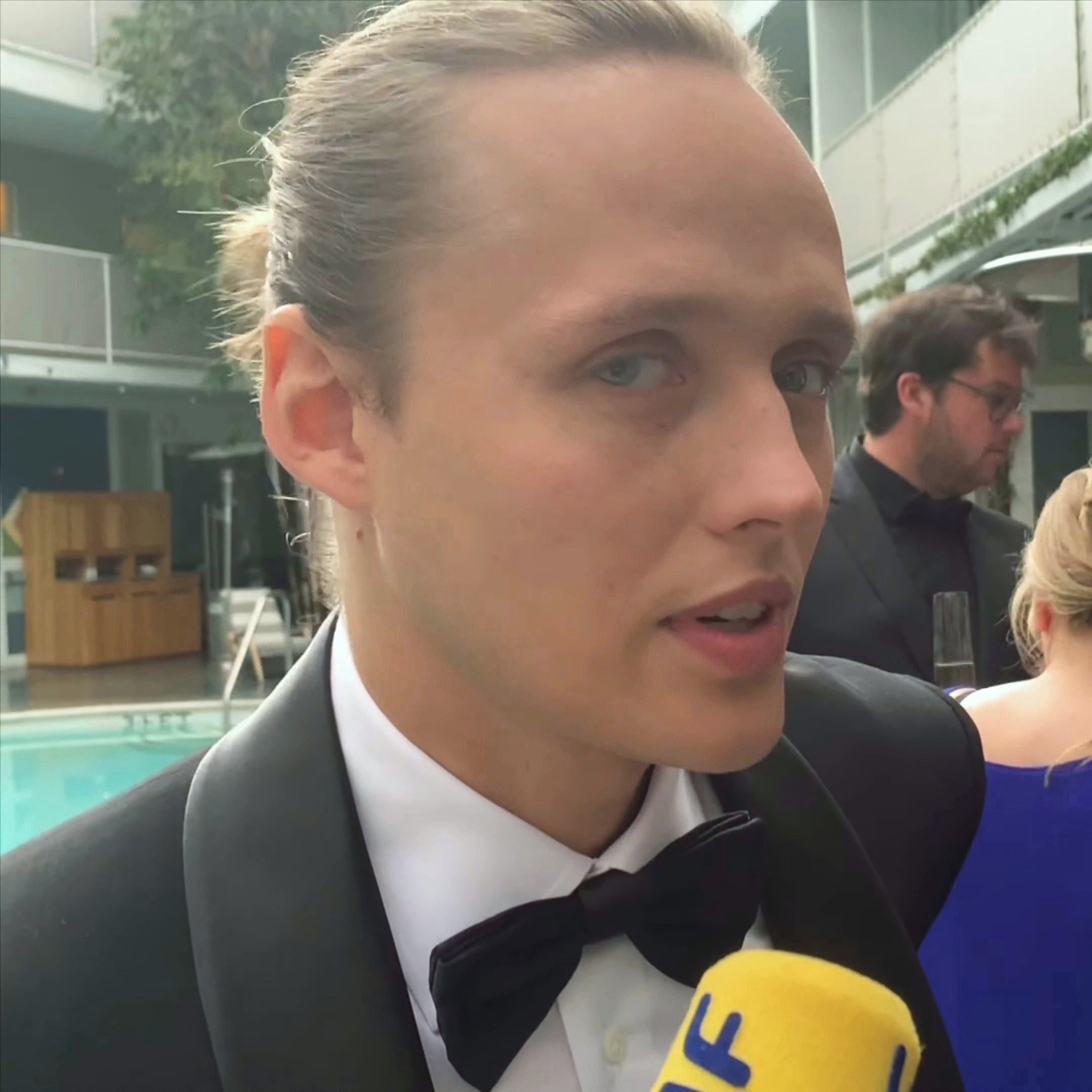
Bartosz Bielenia, odtwórca roli Daniela

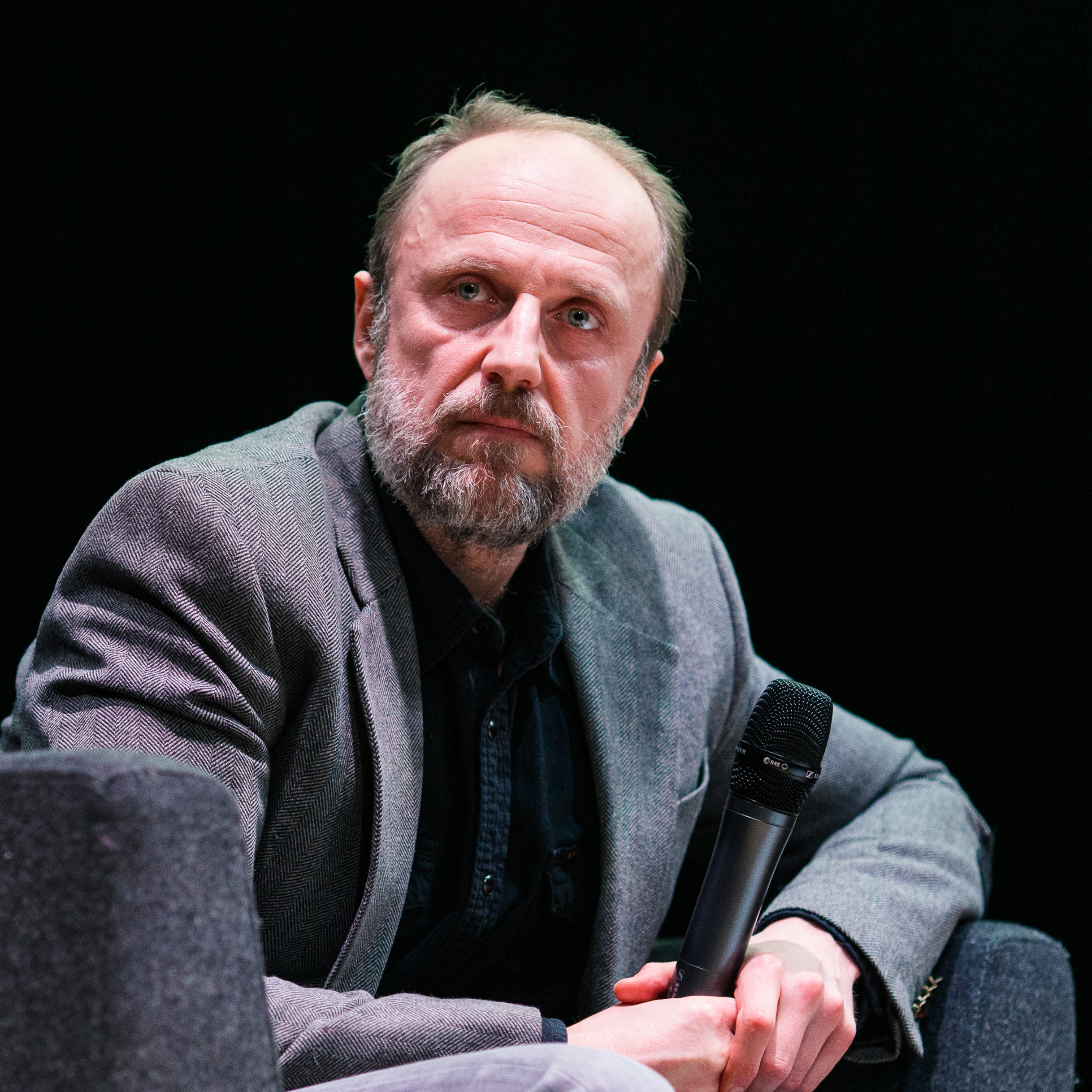
Łukasz Simlat, odtwórca roli księdza Tomasza

Źródło: Internetowa Baza Filmu Polskiego

- Bartosz Bielenia jako Daniel
- Aleksandra Konieczna jako kościelna Lidia
- Eliza Rycembel jako Marta
- Tomasz Ziętek jako Pinczer
- Barbara Kurzaj jako wdowa
- Zdzisław Wardejn jako ksiądz proboszcz Wojciech Gołąb
- Łukasz Simlat jako ksiądz Tomasz
- Leszek Lichota jako wójt
- Marta Waldera jako policjantka
- Anna Biernacik jako koleżanka Marty
- Lidia Bogaczówna jako matka
- Malwina Brych jako dziewczyna
- Bogdan Brzyski jako syn Molińskiej
- Juliusz Chrząstowski jako policjant
- Radosław Ciucias jako kapelan
- Mateusz Czwartosz jako Bonus
- Maciej Duda jako matka
- Andrzej Franczyk jako strażnik
- Jan Hrynkiewicz jako Matys
- Lubomir Kempka jako wychowawca
- Krystian Kostow jako chudzielec
- Józef Kostycz jako ojciec
- Alicja Majdosz jako żona wójta
- Janusz Mazurkiewicz jako wychowawca
- Bogusław Michałek jako ojciec
- Helena Norowicz jako Molińska
- Tobiasz Nowakowski jako wychowawca
- Katarzyna Ostrowska jako wychowawczyni
- Grzegorz Palkowski jako Łuki
- Janusz Poborczyk jako wierny
- Jolanta Rychłowska jako penitentka
- Jakub Sierenberg jako Perła
- Jarosław Soroko jako wychowawca
- Dariusz Starczewski jako ojciec
- Sebastian Szałaj jako strażak
- Aleksander Talkowski jako Owczar
- Juliusz Krzysztof Warunek jako ojciec
- Joanna Winnicka
- Leszek Wiśniewski jako strażnik
- Tomasz Włosok jako Kuba
- Wojciech Ziętek jako wychowanek
- Konstanty Szemraj jako gitarzysta

## Produkcja

### Scenariusz

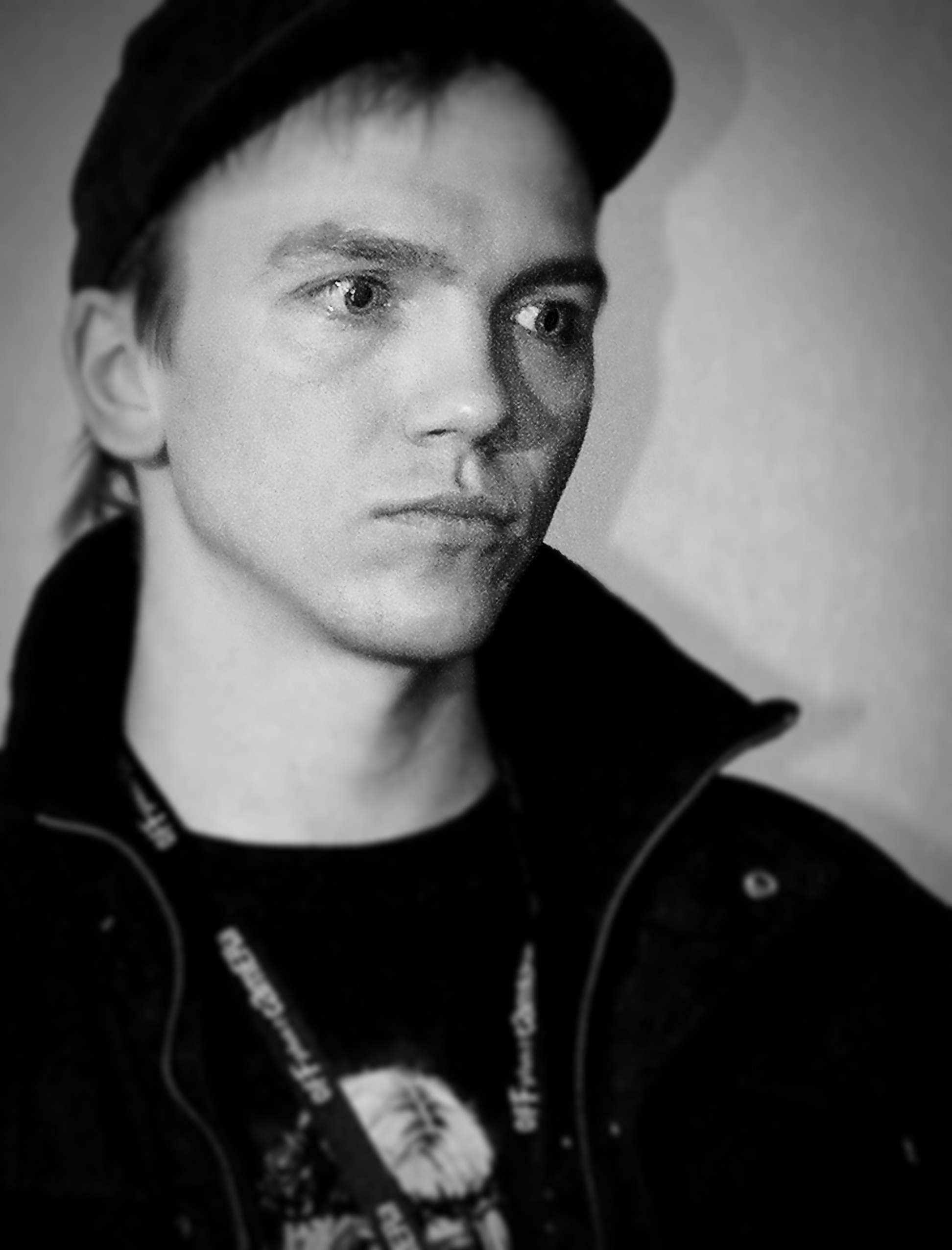
Jan Komasa, reżyser filmu

Pomysł na scenariusz Bożego Ciała wyszedł od scenarzysty Mateusza Pacewicza, na podstawie zasłyszanej anegdoty o chłopaku, który udawał księdza. Bohater tejże anegdoty zgodził się na rozmowę z Pacewiczem, której efektem była książka non fiction, a także opublikowany w „Dużym Formacie” reportaż Kamil, który księdza udawał. Z zarysem fabularyzowanej wersji anegdoty Pacewicz udał się do znanego scenarzysty Krzysztofa Raka, który doradzał mu przy przygotowywaniu projektu. Efektem prac Pacewicza był scenariusz wyróżniony na konkursie scenariuszowym Script Pro. Tekstem zainteresował się reżyser Jan Komasa, doradzając Pacewiczowi w sprawie przepisania scenariusza tak, aby lepiej odzwierciedlał realia życia współczesnej młodzieży. Scenarzysta, deklarujący się jako „katolicki ateista”, opisywał swój projekt jako „opowieść o tym, że prawdziwe chrześcijaństwo musi dzisiaj zmagać się z instytucją Kościoła, a nie przez tę instytucję się wyrażać”. Zdaniem Pacewicza „dzięki figurze fałszywego księdza, który wywodzi się z biednej klasy, chciałem dotknąć prawdziwego chrześcijaństwa przeciwstawionego religii instytucjonalnej, legitymizującej porządek społeczny”.

### Obsada i zdjęcia
W roli głównej wystąpił Bartosz Bielenia, którego udział w castingu budził u Komasy pewne wątpliwości: „Kiedy przyszedł na przesłuchanie, miał długie włosy, był bardzo szczupły, nosił długi sweter, czapkę”. Komasa jednak zaufał niepozornej grze Bieleni i zlecił jego charakteryzację tak, aby „sprawić, żeby był dziesięć kilo cięższy i wyższy, bardziej umięśniony, zachowujący się jak chuligan”. Żeby Bielenia wczuł się w rolę, Komasa uzyskał zgodę, aby aktor na dwa dni przenocował w zakładzie poprawczym wraz z osadzonymi. W efekcie, jak relacjonował reżyser, Bielenia „całkowicie przekształcił się” w Daniela.
Zdjęcia do filmu realizowano głównie w Jaśliskach w województwie podkarpackim. Wyboru tej lokalizacji dokonali Komasa oraz partnerujący mu operator Piotr Sobociński jr., ponieważ Jaśliska „miały drewnianą architekturę, pastelowe kolory i były bardziej »rozsiane w naturze«”. Ponieważ Kuria nie pozwoliła na kręcenie scen we wnętrzu kościoła w Jaśliskach, wybrano wnętrze innej świątyni pod Warszawą (kościół św. Franciszka z Asyżu w Prażmowie). Jedną ze scen nakręcono na barce przy jeziorze Rożnowskim w Tabaszowej, inną - na drodze pod Komańczą. Sobociński jr. zdecydował się kręcić poszczególne sceny możliwie statycznie, niekiedy z uwzględnieniem naturalnego światła.
Boże Ciało zostało dofinansowane przez Polski Instytut Sztuki Filmowej kwotą 1 500 000 złotych. Wsparcia w wysokości 40 000 euro udzieliło także francuskie Centre National du Cinéma et de l’Image Animée. Polska kinowa premiera filmu, wyprodukowanego przez studio Aurum Film, odbyła się 11 października 2019 roku.

### Ścieżka dźwiękowa
Muzykę do filmu skomponował duet francuskich kompozytorów: Evgueni i Sacha Galperine. Obaj kompozytorzy byli odpowiedzialni za kompozycje do takich filmów, jak Przeszłość (2013) Asghara Farhadiego oraz Dzięki Bogu (2019) François Ozona. Ścieżka dźwiękowa z muzyką do filmu ukazała się w październiku 2019 roku nakładem wydawnictwa Les Contes Modernes i zawierała pięć utworów nagranych przez duet.

## Odbiór

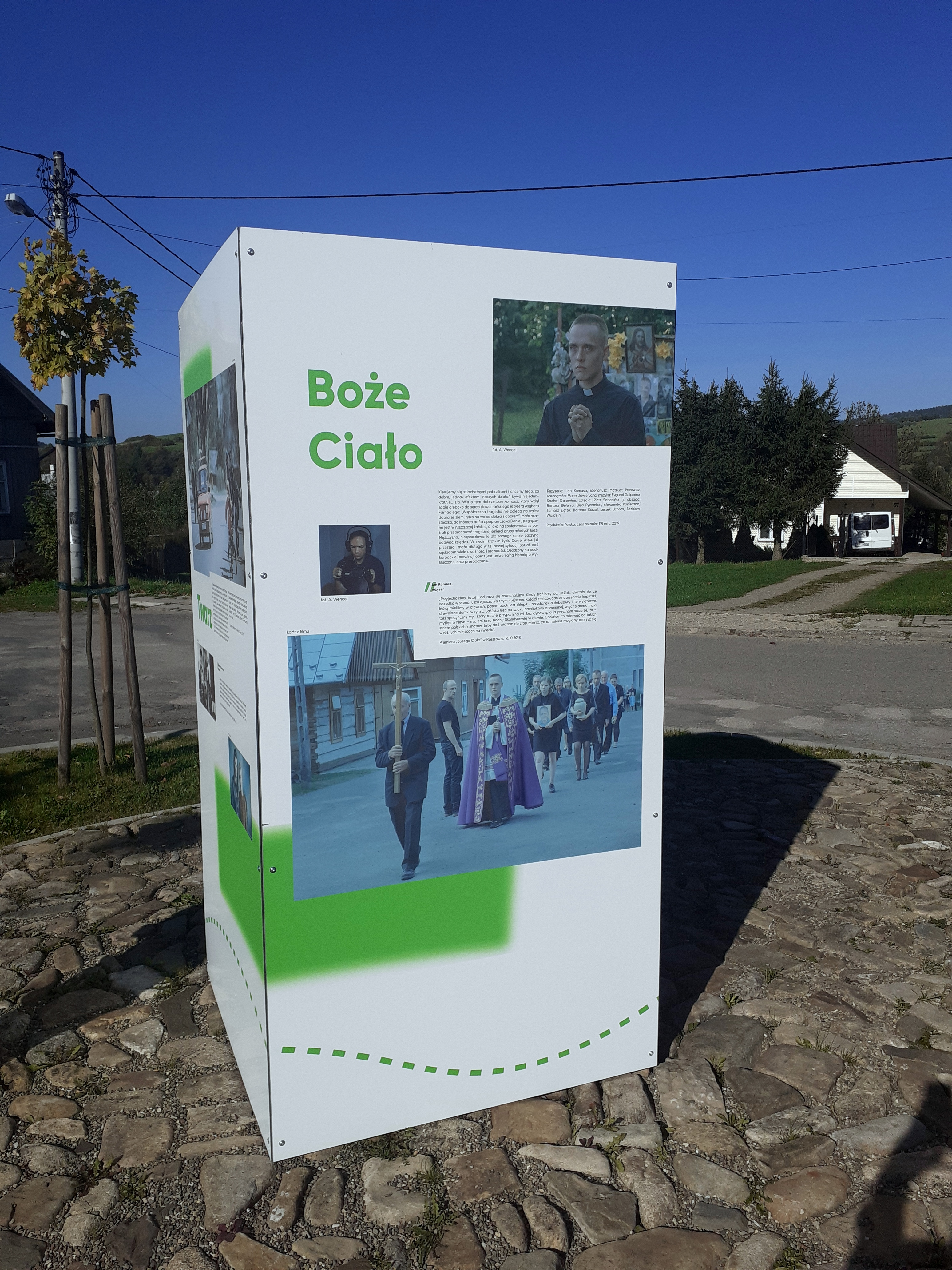
Tablica upamiętniająca film w Jaśliskach, gdzie realizowano zdjęcia

### Frekwencja kinowa i dochody
Boże Ciało w Polsce było wielkim sukcesem frekwencyjnym. Z raportu Polskiego Instytutu Sztuki Filmowej za rok 2019 wynika, że w owym roku film Komasy i Pacewicza był trzecim najchętniej oglądanym filmem w Polsce (1 592 106 widzów). Wedle szacunków portalu Box Office Mojo szacunkowy dochód z międzynarodowej dystrybucji Bożego Ciała wyniósł blisko 10 milionów dolarów, z czego w Polsce film zarobił 8 milionów.

### Recepcja krytyczna w Polsce
Według agregatora recenzji Mediakrytyk wszystkie opinie polskich krytyków na temat Bożego Ciała były pozytywne (przy średniej ocen 8,2 na 10 punktów z 70 recenzji).
Boże Ciało spotkało się z bardzo dobrymi ocenami w prasie i portalach poświęconych filmowi, bez emocjonalnych osądów zależnych od opcji politycznej. Łukasz Adamski z prawicowego portalu wPolityce.pl uznał Boże Ciało za „najdojrzalszy film Komasy, bez efekciarstwa, które [...] zarzucano mu w Mieście 44, opowiedział historię bitwy najtrudniejszej. Bitwy o duszę swoją i swoich bliźnich”. Janusz Wróblewski w entuzjastycznej recenzji dla lewicowej „Polityki” pisał, iż „tym, co różni Boże Ciało od Twarzy Szumowskiej czy wielu innych polskich obrazów krytycznie opisujących współczesność, jest wyraźnie pojednawcza nuta. Ludzki, humanistyczny stosunek do bohaterów, brak pychy i jakichkolwiek oznak pogardy do świata, w którym musi się znaleźć miejsce dla wszystkich”.
Przemysław Dobrzyński z portalu Spider’s Web orzekł, że Boże Ciało to „film, który swoją empatią jest blisko ludzi. Pokazuje, jaka jest prawdziwa siła wiary, która ma w sobie moc uleczania chorych społeczności. O ile oczywiście jest właściwie przekazywana, nauczana i przeżywana”. Klaudia Rudzka z czasopisma „Głos Kultury” zauważyła, że „zamiast skandalizującego Kleru dostaliśmy przypowieść o poszukiwaniu siebie, współczesnej wierze i umiejętności przebaczenia”. Rudzka przekonywała, że Boże Ciało to „symboliczna, acz dosadna, opowieść o Kościele, o tym, że idealny obraz duchownego, przepełnionego dobrem, oddanego altruisty to fałsz, gdyż nawet troszcząc się o sprawiedliwość, robi to świecki chłopak pod przebraniem księdza”. Rudzka jednak podkreślała, że film nie ma antykościelnego wydźwięku, „nie ocenia i nie krytykuje. Więcej tu szarej, ponurej rzeczywistości niż martyrologii”. Powszechnie chwalona była brawurowa kreacja Bartosza Bieleni.
Łukasz Maciejewski z portalu Onet.pl wskazywał wprawdzie błędy scenariuszowe: „zbyt wiele spraw odbywa się w trybie życzeniowym. Fałszywy ksiądz działa na parafii, ale nikt go nie kontroluje, a dotychczasowy kapłan [...] niemal jak za dotknięciem czarodziejskiej różdżki wyjeżdża, żeby ustąpić młodemu pola, nie wiadomo skąd koloratka w plecaku chłopca z poprawczaka [...]”. Maciejewski jednak podkreślał, że „ten znakomicie wyreżyserowany i opowiedziany film (zdjęcia Piotra Sobocińskiego juniora, kostiumy Doroty Roqueplo), wymyka się oczekiwaniom przyczynowo-skutkowym”. Michał Walkiewicz z portalu Filmweb rozpatrywał Boże Ciało jako przejaw cywilizowania katolicyzmu polskiego: „jeśli coś poza filmową publicystyką może przekłuć dziś balonik katolickiego gung-ho, jest to właśnie historia owieczki, od której pasterze mogliby się uczyć fachu. Parafrazując klasyka z innego świata i innego kina, Boże Ciało to elegancki film na mało cywilizowane czasy”.

### Recepcja krytyczna w krajach anglosaskich
W anglojęzycznym serwisie Rotten Tomatoes 98% z 99 agregowanych recenzji anglojęzycznych było przychylnych, natomiast w serwisie Metacritic średnia ocen przyznawanych przez amerykańskie czasopisma wyniosła 77 na 100 punktów (z 20 recenzji), co oznaczało przewagę przychylnych recenzji.

Ann Hornaday w recenzji dla „The Washington Post” argumentowała, iż:
Boże Ciało stawia odwieczne pytania o świętość i hierarchię, dogmaty i prawdziwą pobożność […] Komasa filmuje swoich podopiecznych w stonowanym, mlecznym świetle, które nadaje im nimb eteryczności, często przerywając akcję lirycznymi, panoramicznymi ujęciami polskich, bukolicznych krajobrazów. Siła i chwała Bożego Ciała tkwi jednak w postaci głównego bohatera filmu, którego niewysłowione połączenie dzikości i czystości stanowi absolutnie elektryzującą kreację.
Leslie Felperin z „The Guardiana” również zwracała uwagę na bladą kolorystykę filmu, która podkreślała „urzekającą aurę i wzmacnia inteligentnie napisane, niepokojąco realistyczne dzieło”. Zdaniem Mike’a A. Angelo z A.V. Club odtwarzający główną rolę Bartosz Bielenia przypomina swoją posturą Elijaha Wooda, z tym że kreacja polskiego autora „wygląda przerażająco nawet w chwili odpoczynku”. Anthony Lane w recenzji dla „The New Yorkera” traktował Boże Ciało jako diagnozę rzekomej i faktycznej pobożności Polaków, w której kontekście postać Daniela nabiera wiarygodności: „szybko można się zorientować, że Daniel nie jest zwykłym oszustem. […] Dla Daniela życie zakonne jest czymś więcej niż tylko wygodną przykrywką, czy schronieniem, gdzie może zejść na ziemię. To jest lub mógłby być jego naturalny dom”.
Peter Debruge w recenzji dla „Variety” zarzucał z kolei filmowi, że posługa kapłańska Daniela jest nie pojednawcza, lecz destrukcyjna dla lokalnej społeczności: „Film sugeruje, że społeczność, którą Daniel oszukuje, jest lepsza dzięki jego wpływowi, podczas gdy w rzeczywistości pozostawia ją w większym chaosie niż ją zastał”. Debruge stwierdzał również ze sceptycyzmem, iż „Komasie i spółce nie udaje się jednak wyrazić, dlaczego czyny Daniela są […] niewybaczalne”.

### Recepcja krytyczna we Francji
We Francji Boże Ciało było również dobrze odbierane. W konserwatywnym „Le Figaro” redakcja określiła film mianem „uświęconego”, choć „nie do końca można go nazwać filmem świętym”. Guillemette Odicino z pisma „Télérama” twierdziła, że „niesiony nieustannym napięciem [...] i naturalistyczną, ale pełną precyzji reżyserią, […] film fascynuje tajemnicą kapłaństwa”. Ariel Schweitzer w recenzji dla „Cahiers du cinéma” stwierdzał, że „O ile styl jest stonowany, a reżyseria raczej statyczna, o tyle film czerpie siłę ze sprzeczności swojego scenariuszowego pomysłu”. Bernard Génin z lewicowego „Positif” był bardziej sceptyczny, wytykał bowiem twórcom rozciągnięcie akcji w czasie oraz drastyczną przemoc.

### Recepcja krytyczna w Rosji
Również w Rosji film został dobrze odebrany. Wadim Bogdanow z portalu InterMedia stwierdził, że „Komasa komunikuje się z widzem prostym i przystępnym językiem, który będzie bliski nie tylko widzom z jego rodzinnego kraju, ale też w każdym zakątku świata, gdzie kwestie wiary nie straciły na aktualności”. Alisa Tajeżna z portalu Afisza Daily porównała natomiast film do Lewiatana. Jej zdaniem, na niewielkim terenie (wsi) zostały ukazane typowe problemy Polski i całej Europy Wschodniej. Porównując film do biblijnej przypowieści, nazwała go budującym filmem „o tym, że drugą, trzecią i czwartą szansę dostajemy każdego dnia”.

## Nagrody
| Rok  | Festiwal                                                           | Nagroda                                                                     | Odbiorca                                         | Wynik     |
| ---- | ------------------------------------------------------------------ | --------------------------------------------------------------------------- | ------------------------------------------------ | --------- |
| 2019 | Międzynarodowy Festiwal Filmowy w Wenecji                          | Nagroda Europe Cinemas Label                                                | Jan Komasa                                       | Wygrana   |
| 2019 | Międzynarodowy Festiwal Filmowy w Wenecji                          | Nagroda Inclusion Award                                                     | Jan Komasa                                       | Wygrana   |
| 2019 | Festiwal Polskich Filmów Fabularnych                               | Nagroda za reżyserię                                                        | Jan Komasa                                       | Wygrana   |
| 2019 | Festiwal Polskich Filmów Fabularnych                               | Nagroda za scenariusz                                                       | Mateusz Pacewicz                                 | Wygrana   |
| 2019 | Festiwal Polskich Filmów Fabularnych                               | Nagroda za drugoplanową rolę kobiecą                                        | Eliza Rycembel                                   | Wygrana   |
| 2019 | Festiwal Polskich Filmów Fabularnych                               | Nagroda Onetu „Odkrycie twórczości”                                         | Bartosz Bielenia                                 | Wygrana   |
| 2019 | Festiwal Polskich Filmów Fabularnych                               | Kryształowa Gwiazda Elle                                                    | Bartosz Bielenia                                 | Wygrana   |
| 2019 | Festiwal Polskich Filmów Fabularnych                               | Nagroda Festiwali i Przeglądów Filmu Polskiego za Granicą                   | Jan Komasa                                       | Wygrana   |
| 2019 | Festiwal Polskich Filmów Fabularnych                               | Don Kichot, Nagroda Polskiej Federacji Dyskusyjnych Klubów Filmowych        | Jan Komasa                                       | Wygrana   |
| 2019 | Festiwal Polskich Filmów Fabularnych                               | Nagroda Sieci Kin Studyjnych i Lokalnych                                    | Jan Komasa                                       | Wygrana   |
| 2019 | Festiwal Polskich Filmów Fabularnych                               | Nagroda Dziennikarzy                                                        | Jan Komasa                                       | Wygrana   |
| 2019 | Festiwal Polskich Filmów Fabularnych                               | Nagroda Publiczności                                                        | Jan Komasa                                       | Wygrana   |
| 2019 | El Gouna Film Festival                                             | Srebrna Gwiazda                                                             | Jan Komasa                                       | Wygrana   |
| 2019 | El Gouna Film Festival                                             | Nagroda dla najlepszego aktora                                              | Bartosz Bielenia                                 | Wygrana   |
| 2019 | Central and Eastern European Film Festival „CinEast” w Luksemburgu | Nagroda Specjalna Jury                                                      | Jan Komasa                                       | Wygrana   |
| 2019 | Central and Eastern European Film Festival „CinEast” w Luksemburgu | Nagroda Krytyków                                                            | Jan Komasa                                       | Wygrana   |
| 2019 | Międzynarodowy Festiwal Filmowy w Chicago                          | Nagroda dla najlepszego aktora                                              | Bartosz Bielenia                                 | Wygrana   |
| 2019 | Międzynarodowy Festiwal Filmowy „Tofifest”                         | „Złoty Anioł” w konkursie filmów polskich „From Poland”                     | Jan Komasa                                       | Wygrana   |
| 2019 | Festiwal Aktorstwa Filmowego im. Tadeusza Szymkowa we Wrocławiu    | „Złoty Szczeniak” za pierwszoplanową kreację aktorską kobiecą               | Aleksandra Konieczna                             | Wygrana   |
| 2019 | Festiwal Aktorstwa Filmowego im. Tadeusza Szymkowa we Wrocławiu    | „Złoty Szczeniak” za pierwszoplanową kreację aktorską męską                 | Bartosz Bielenia                                 | Wygrana   |
| 2019 | Fundacja Kino                                                      | Nagroda im. Zbigniewa Cybulskiego                                           | Bartosz Bielenia                                 | Wygrana   |
| 2019 | Świdnicki Festiwal Filmowy „Spektrum”                              | Nagroda Publiczności                                                        | Jan Komasa                                       | Wygrana   |
| 2019 | Międzynarodowy Festiwal Filmowy „Listapad” w Mińsku                | Nagroda Specjalna Jury                                                      | Jan Komasa                                       | Wygrana   |
| 2019 | Międzynarodowy Festiwal Filmowy „Listapad” w Mińsku                | Nagroda za najlepszą reżyserię                                              | Jan Komasa                                       | Wygrana   |
| 2019 | Międzynarodowy Festiwal Filmowy „Listapad” w Mińsku                | Nagroda Publiczności                                                        | Jan Komasa                                       | Wygrana   |
| 2019 | Festiwal Polskich Filmów „Ekran” w Toronto                         | Nagroda dla najlepszego filmu                                               | Jan Komasa                                       | Wygrana   |
| 2019 | Festiwal Polskich Filmów „Ekran” w Toronto                         | Nagroda za rolę męską                                                       | Bartosz Bielenia                                 | Wygrana   |
| 2019 | Międzynarodowy Festiwal Filmowy w Sztokholmie                      | Nagroda dla najlepszego aktora                                              | Bartosz Bielenia                                 | Wygrana   |
| 2019 | Festiwal „KinoPolska” w Paryżu                                     | Nagroda Główna                                                              | Jan Komasa                                       | Wygrana   |
| 2019 | Festiwal „KinoPolska” w Paryżu                                     | Nagroda Publiczności                                                        | Jan Komasa                                       | Wygrana   |
| 2019 | Houston Film Critics Awards                                        | Nominacja dla filmu obcojęzycznego                                          | Jan Komasa                                       | Wygrana   |
| 2019 | Stowarzyszenie „Kina Polskie”                                      | Platynowy Bilet                                                             | Jan Komasa                                       | Wygrana   |
| 2019 | Festiwal Filmu Polskiego w Ameryce                                 | „Złote Zęby” dla najbardziej interesującego filmu fabularnego               | Jan Komasa                                       | Wygrana   |
| 2019 | Festiwal Filmu Polskiego w Ameryce                                 | Nagroda Publiczności                                                        | Jan Komasa                                       | Wygrana   |
| 2020 | Tygodnik „Polityka”                                                | Paszport Polityki                                                           | Bartosz Bielenia                                 | Wygrana   |
| 2020 | Koło Piśmiennictwa Filmowego Stowarzyszenia Filmowców Polskich     | Złota Taśma dla filmu polskiego                                             | Jan Komasa                                       | Wygrana   |
| 2020 | Palm Springs International Film Festival                           | Nagroda FIPRESCI dla najlepszego aktora w międzynarodowym filmie fabularnym | Bartosz Bielenia                                 | Wygrana   |
| 2020 | Palm Springs International Film Festival                           | Young Cineastes Award                                                       | Jan Komasa                                       | Wygrana   |
| 2020 | Amerykańska Akademia Sztuki i Wiedzy Filmowej                      | Oscar dla najlepszego filmu nieanglojęzycznego                              | Jan Komasa                                       | Nominacja |
| 2020 | Polska Akademia Filmowa                                            | Orzeł za najlepszy film                                                     | Jan Komasa                                       | Wygrana   |
| 2020 | Polska Akademia Filmowa                                            | Orzeł za najlepszą reżyserię                                                | Jan Komasa                                       | Wygrana   |
| 2020 | Polska Akademia Filmowa                                            | Orzeł za najlepszy scenariusz                                               | Mateusz Pacewicz                                 | Wygrana   |
| 2020 | Polska Akademia Filmowa                                            | Orzeł za najlepsze zdjęcia                                                  | Piotr Sobociński jr                              | Wygrana   |
| 2020 | Polska Akademia Filmowa                                            | Orzeł za najlepszy montaż                                                   | Przemysław Chruścielewski                        | Wygrana   |
| 2020 | Polska Akademia Filmowa                                            | Orzeł za najlepszą główną rolę kobiecą                                      | Aleksandra Konieczna                             | Wygrana   |
| 2020 | Polska Akademia Filmowa                                            | Orzeł za najlepszą główną rolę męską                                        | Bartosz Bielenia                                 | Wygrana   |
| 2020 | Polska Akademia Filmowa                                            | Orzeł za drugoplanową rolę kobiecą                                          | Eliza Rycembel                                   | Wygrana   |
| 2020 | Polska Akademia Filmowa                                            | Orzeł za drugoplanową rolę męską                                            | Łukasz Simlat                                    | Wygrana   |
| 2020 | Polska Akademia Filmowa                                            | Orzeł za odkrycie roku                                                      | Mateusz Pacewicz                                 | Wygrana   |
| 2020 | Polska Akademia Filmowa                                            | Nagroda Publiczności                                                        | Jan Komasa                                       | Wygrana   |
| 2020 | Polska Akademia Filmowa                                            | Orzeł za najlepszą scenografię                                              | Marek Zawierucha                                 | Nominacja |
| 2020 | Polska Akademia Filmowa                                            | Orzeł za najlepsze kostiumy                                                 | Dorota Roqueplo                                  | Nominacja |
| 2020 | Polska Akademia Filmowa                                            | Orzeł za najlepszą muzykę                                                   | Evgueni Galperine Sacha Galperine                | Nominacja |
| 2020 | Polska Akademia Filmowa                                            | Orzeł za najlepszy dźwięk                                                   | Tomasz Wieczorek Kacper Habisiak Marcin Kasiński | Nominacja |
| 2020 | Polska Akademia Filmowa                                            | Orzeł za drugoplanową rolę męską                                            | Tomasz Ziętek                                    | Nominacja |
| 2020 | Stowarzyszenie Autorów Zdjęć Filmowych                             | Nagroda PSC                                                                 | Piotr Sobociński jr                              | Wygrana   |
| 2020 | Brasilia International Film Festival                               | Nagroda Główna                                                              | Jan Komasa                                       | Wygrana   |
| 2020 | Brasilia International Film Festival                               | Nagroda Krytyków                                                            | Jan Komasa                                       | Wygrana   |
| 2020 | Festiwal Filmów Polskich „Wisła” w Moskwie                         | Nagroda Główna                                                              | Jan Komasa                                       | Wygrana   |
| 2020 | Festiwal Filmów Polskich „Wisła” w Moskwie                         | Nagroda Publiczności                                                        | Jan Komasa                                       | Wygrana   |
| 2020 | Zielonogórski Festiwal Filmu i Teatru                              | Nagroda za najlepszą drugoplanową kreację aktorską                          | Barbara Kurzaj                                   | Wygrana   |
| 2020 | Tarnowska Nagroda Filmowa                                          | Nagroda Publiczności                                                        | Jan Komasa                                       | Wygrana   |
| 2020 | Europejska Nagroda Filmowa                                         | Film europejski                                                             | Jan Komasa                                       | Nominacja |
| 2020 | Europejska Nagroda Filmowa                                         | Europejski reżyser                                                          | Jan Komasa                                       | Nominacja |
| 2020 | Europejska Nagroda Filmowa                                         | Europejski scenarzysta                                                      | Mateusz Pacewicz                                 | Nominacja |
| 2020 | Europejska Nagroda Filmowa                                         | Europejski aktor                                                            | Bartosz Bielenia                                 | Nominacja |
| 2021 | Hiszpańska Akademia Sztuki Filmowej                                | Goya za najlepszy film europejski                                           | Jan Komasa                                       | Nominacja |
| 2021 | Empik                                                              | Bestseller Empiku za film polski                                            | Jan Komasa                                       | Wygrana   |
| 2021 | Francuska Akademia Sztuki i Techniki Filmowej                      | Cezar za najlepszy film zagraniczny                                         | Jan Komasa                                       | Nominacja |
| 2021 | The New York Polish Film Festival                                  | Nagroda im. Elżbiety Czyżewskiej dla najlepszego aktora                     | Bartosz Bielenia                                 | Wygrana   |